# 2020年東京オリンピックのレガシー

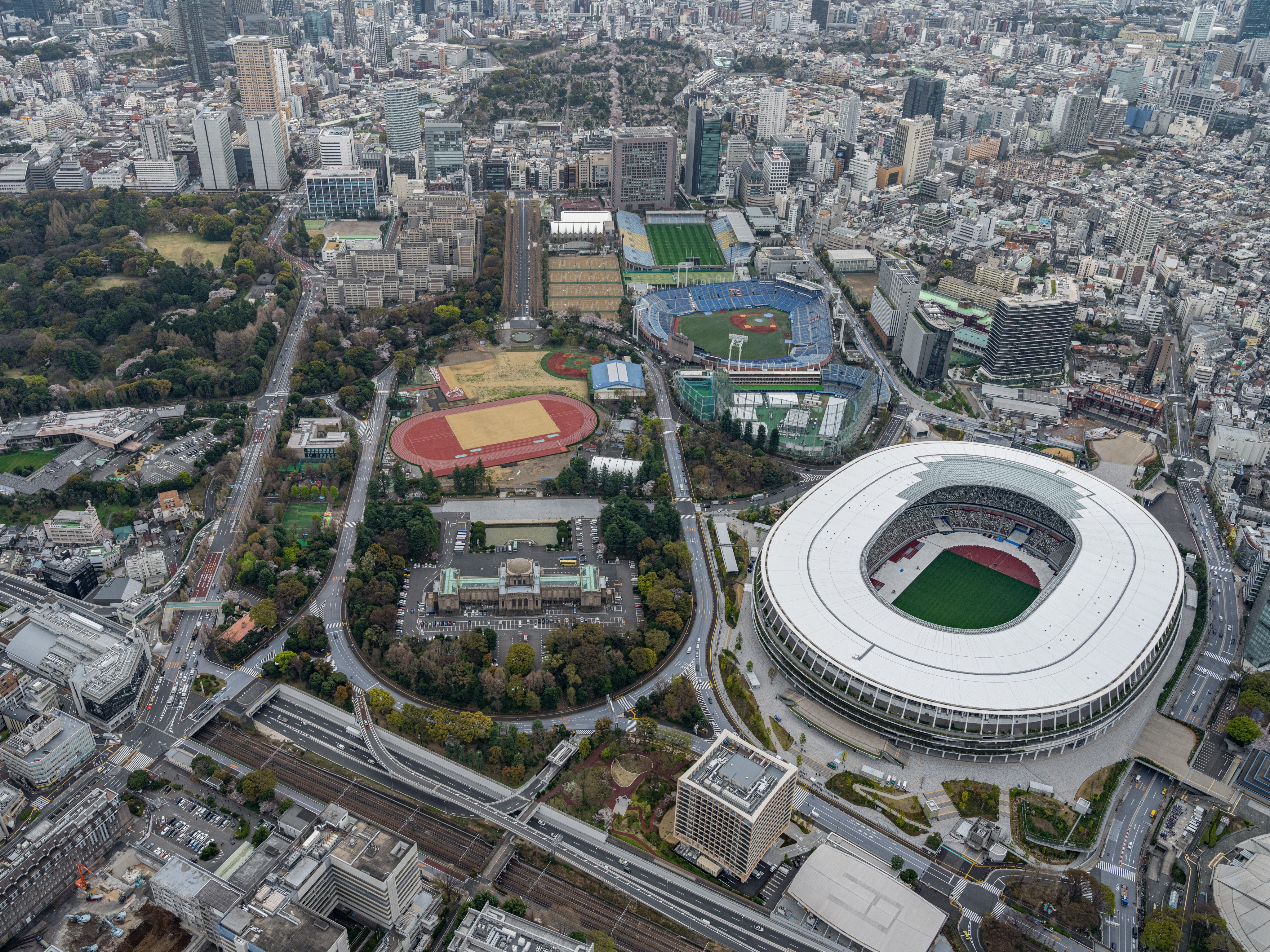
国立競技場（右）はオリンピックが開催国日本に残した有形のスポーツレガシーの一つ

2020年東京オリンピックのレガシー（2020ねんとうきょうオリンピックのレガシー）とは、東京2020大会開催により開催都市である東京都や開催国である日本に対して長期にわたり影響がある社会資本への影響・経済的影響・文化的財のことである。
オリンピック閉幕後に残る遺産（オリンピック・レガシー）をどのように活用するかも問われる。この場合の遺産とは単に国立競技場の建て替えなど建造物のみならず、都市再開発に伴う都市景観や環境・持続可能性、さらにオリンピックで醸成されたスポーツ文化やホスピタリティ精神といった「無形の遺産」を根付かせ発展・継承させることも含まれ、文化プログラムや観光立国の推進など様々な分野で取り組みが実施された。
しかしコロナショックと無観客開催を受けて、観光業を中心に計画は大幅な変更を余儀なくされた。

## 大会前における策定
東京オリンピック・パラリンピック競技大会組織委員会（TOCOG）は、レガシーを残す取り組みを進めるため、「スポーツ・健康」、「街づくり・持続可能性」、「文化・教育」、「経済・テクノロジー」、そして東日本大震災からの「復興・オールジャパン・世界への発信」の五本の柱を掲げている。東京都のオリンピック・パラリンピック準備局が策定した「大会後のレガシーを見据えて」では、
1. 競技施設や選手村のレガシーを東京都民の貴重な財産として未来に引き継ぐ
2. 大会を機にスポーツが日常生活にとけ込み、誰もが生き生きと豊かに暮らせる東京を実現
3. 東京都民とともに大会を創りあげ、かけがえのない感動と記憶を残す
4. 大会を文化の祭典としても成功させ、「世界一の文化都市東京」を実現する
5. オリンピック・パラリンピック教育を通じた人材育成と、多様性を尊重する共生社会づくりを進める
6. 環境に配慮した持続可能な大会を通じて豊かな都市環境を次世代に引き継ぐ
7. 大会による経済効果を最大限に生かし、東京都そして日本の経済を活性化させる
8. 東日本大震災の被災地との絆を次代に引き継ぎ、大会を通じて世界の人々に感謝を伝える

とする。こうしたレガシー構想が実現することにより、約27兆円の経済効果が得られると東京都は試算した。

## 競技施設
大会の競技施設は有形のレガシーである。

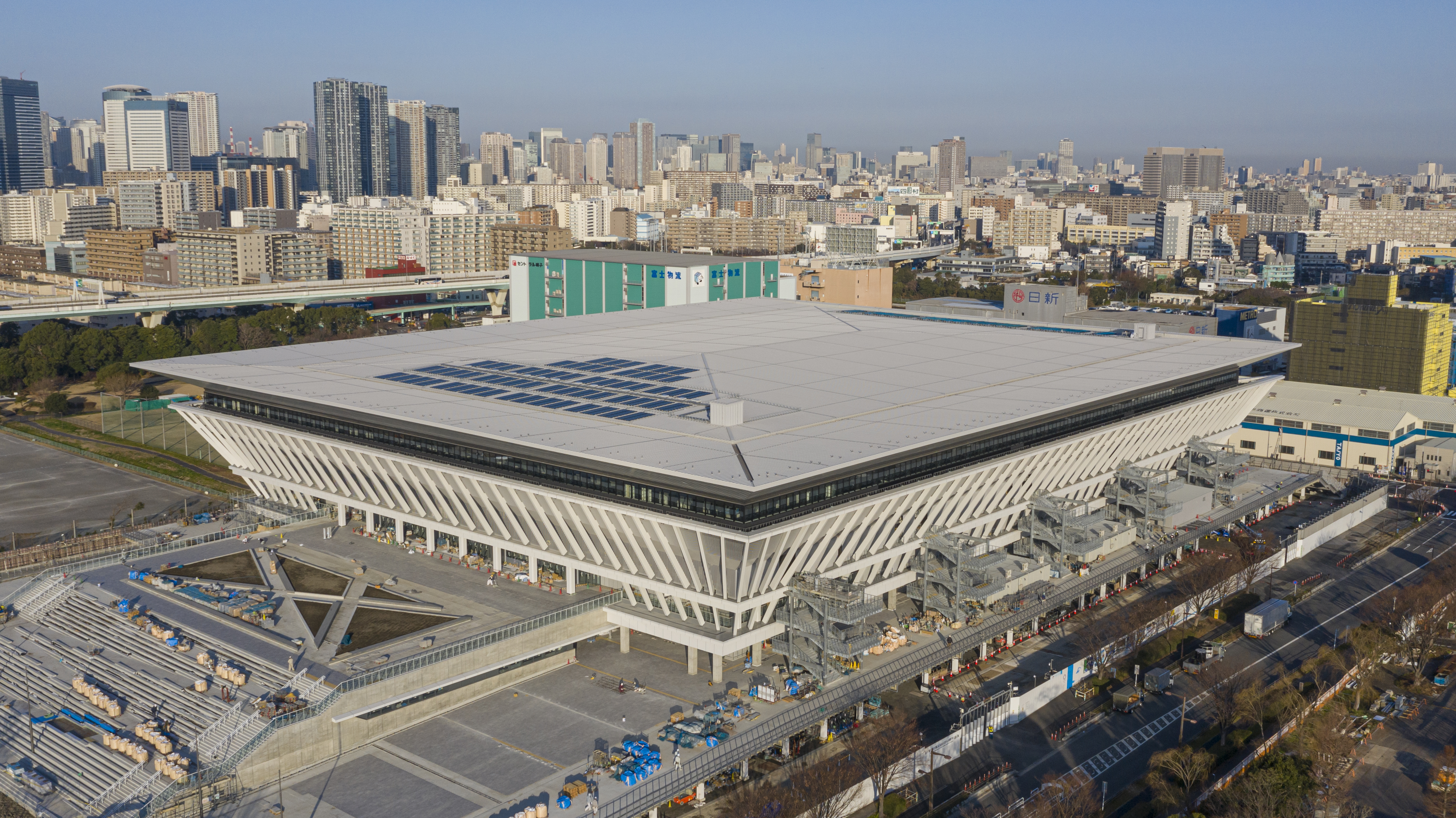
東京ベイゾーンに新設された東京アクアティクスセンター（2020年1月、竣工前）

国立競技場の建て替えが行われ、以下のことが目指された。
1. 可動式観客席
2. 8万人収容の観客席
3. 開閉式屋根
4. フィットネス・コンベンション施設
5. スポーツに関する博物館・図書館

しかしザハ・ハディド案が撤回され、予定していた上記のレガシー機能は実現しなかった。

## 都市インフラ

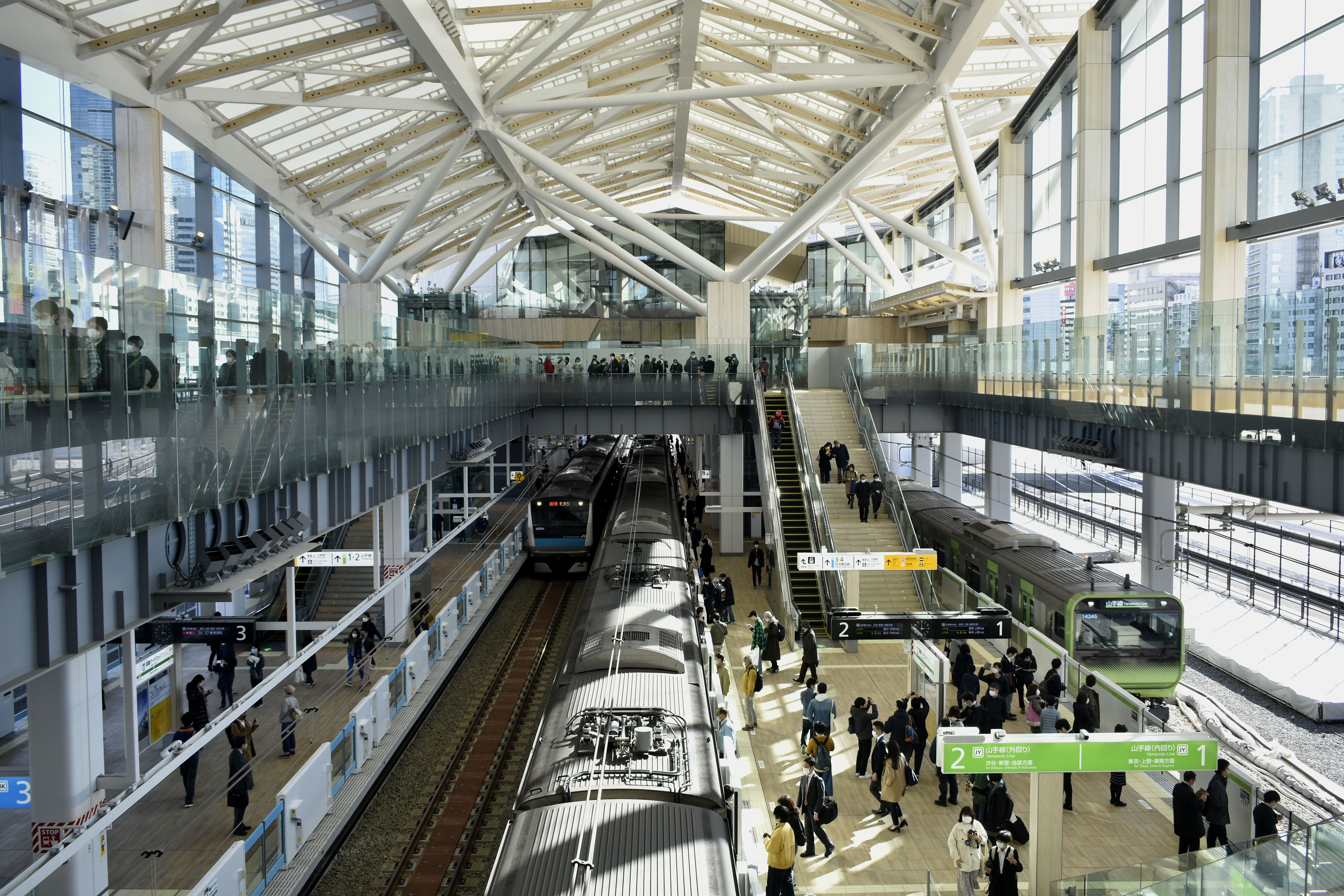
2020年3月、田町品川間に開業した高輪ゲートウェイ駅

オリンピックでの交通渋滞を緩和すべく鉄道網の整備が進められた。

### 開催までに実現したもの
- 高輪ゲートウェイ駅を開業[5]。
- 虎ノ門ヒルズ脇に会場や選手村を結ぶバスターミナルが設置される予定から、虎ノ門ヒルズ駅を開業[6]。

### 開催までに実現しなかったもの
- 複数の羽田空港アクセス線構想や中央新幹線部分開業案も浮上していたが、オリンピックまでの開業は不可能とされた。
- 東京都は水上交通の見直しも進めており、羽田空港と東京都心を結ぶ航路を計画した[7]。
- 都市景観向上の観点から電線類地中化を地元知事の小池百合子が推進しており、無電柱化推進法の可決も後押しとなった[8][9]。ただし、最も無電柱化されている東京23区にしても、2017年度（平成28年度）末に無電柱化率7%台後半[10]、2020年度（令和2年度）末に8%への微増に留まった[11]。
- 東京都は国土交通省などとともに2019年度までに東京の都市としての歴史と自動運転車や水素タウンといった近未来社会を先取る先端技術を東京の魅力として発信するPR展示施設を開設するとしていた[12]。なお環境省の水素ステーション事業は2020年に補助金が中止された[13]。
- 自動車メーカーであるトヨタの出資で空飛ぶクルマを開発し、オリンピック開会式に登場させる構想があった[14]。
- 東京オリンピックの観光客需要の一部を見込んで名古屋城木造復元が推進されたが、間に合わないため愛知県と名古屋市が共同開催を目指すアジア競技大会の2026年、または中央新幹線開業当初予定の2027年に変更された[15]。

## 芸術文化
オリンピック憲章と「オリンピック・アジェンダ2020」 では、スポーツのみならず文化プログラムとしての文化オリンピアードの実施も呼び掛けている。東京2020パラリンピック開催に伴い障害者文化の社会浸透を目指し、障害者芸術普及目的でアールブリュット（エイブル・アート）を支援すべく超党派による議員連盟が障害者文化芸術活動推進法の成立を目指している。

## 多様性と調和への影響
東京オリンピック開催決定に前後して同時期にヘイトスピーチが激化し、ヘイトスピーチ規制法が成立した。
大会組織委員会や日本政府は、東京2020大会ビジョンのコンセプトの一つである「多様性と調和」をテーマに、偏見・差別解消、パラリンピックによってバリアフリーの浸透やノーマライゼーションが広まることを期待した。
その一方、この大会に伴い路上生活者が多数居場所を失った。日本では従来から排除アートの設置などで、公共空間に人が長時間留まれないようにする仕組みづくりが進められてきていたが、施設整備に伴う公園閉鎖などが更に追い打ちを掛け、路上生活者を社会から排除することになった。

## おもてなし
大会組織委員会は、誘致の際に話題となった「おもてなし」の精神を具現化する構想をたてた。オリンピックボランティアは、「オリンピックは競技者だけのものではない」との国際オリンピック委員会（IOC）の考え方を反映したものである。東京都ではオリンピック運営を直接支援するボランティアとは別に、増加が見込まれる外国人観光客に対応する観光ボランティアの体制整備も進めていた。

### 観光立国
- 大会までに訪日外国人旅行を2000万人にし、それを維持することで景気・経済の維持を図る計画だった[補 2]。その一環として宿泊施設不足を解消すべく民泊が裁可され、ホテルの容積率を1.5倍もしくは300％まで上乗せすることを認め[22]、統合型リゾートの推進。また、オリンピックまでに国立公園への外国人旅行者を1000万人誘致することを目標とした[23]。
　↳国立公園の活用については遺産の商品化#自然の商品化も参照
- 利用客の増加を見込み羽田空港の第2ターミナルを改修し、国内線のみならず国際線の発着も可能にした[24]。
- 東京オリンピックでは情報通信技術 (ICT) による運営サポートの社会整備を目指している。現状でも訪日旅行者から要望が高い無料の公衆無線LAN（Wi-Fi）網の整備や、ハイテクのイメージが強い日本をアピールすべくウェアラブルコンピュータによる観戦の実現などを目指した[25][26]。
- 日本らしさを讃える東京都以外の地域の景観を五輪レガシーと位置づけ、景観整備（修景）や広報を政府として支援し、1.5流の観光地を一流の国際的名所に育てる「観光景観モデル地区」を国土交通省が推進した[27]。
- 和式トイレに不慣れな外国人旅行者のため公衆便所の洋式化を観光庁が推進・補助した[28]。
- IOCが定めるオリンピック病を中心に外国人受け入れのためタブレット端末を用いる医療問診や多言語通訳機材の導入が始まり、東京都に住む外国人の医療分野における利便性が向上し、医療観光の促進にも結び付けられた。

## その他の取り組み
- 文部科学省の外局としてスポーツ庁を設立。
- IOCが「タバコのない五輪」を掲げ、世界保健機関（WHO）によるたばこ規制枠組み条約をうけ、厚生労働省が受動喫煙の被害防止を目指し、禁煙・分煙の強化を推進[29]。
- 食の安全を世界にアピールすべく食品衛生の管理を厳格化しHACCP導入を義務化することで、福島第一原子力発電所事故の風評被害を払拭し復興に貢献したとされている[30]。

## 多大な赤字
新しく整備された施設の収支は、6つのうち有明アリーナを除く5つの施設で赤字となる見通しである。年間赤字額は東京アクアティクスセンターが6億3800万円，海の森水上競技場が1億5800万円、カヌー・スラロームセンターが1億8600万円、大井ホッケー競技場が9200万円、夢の島公園アーチェリー場が1170万円と見積もられている。また、大会全体としても2.3兆円の赤字となり、その補填も閉幕後の課題である。

## 都市環境破壊
オリンピック需要を見越してホテルの新築・建て替えが東京都内随所で進行し、それに伴い日本の伝統美をちりばめたホテルオークラのロビーが解体されることを都市環境破壊の典型例として、オリンピックがもたらす負の効果との声があったが、建物は解体、ロビーのみ再建という形に落ち着いた。

## 監視社会化
オリンピックにおけるテロを警戒する日本国政府は犯罪を未然に防ぐ名目で国際的な組織犯罪の防止に関する国際連合条約批准のため共謀罪（テロ等準備罪）が成立したが、監視社会に繋がることが危惧された。

### 補項
1. ↑  パラリンピックに向け企業の障害者選手の雇用が増えており、五輪終了後も継続されることがのぞまれる－読売新聞 2016年2月10日夕刊
2. ↑  観光庁内にスポーツ観光推進室が設置され、観光立国推進基本計画にもスポーツ文化ツーリズムの推進が盛り込まれた

## 関連書籍
- 間野義之『オリンピック・レガシー: 2020年東京をこう変える!』ポプラ社、2013年、285頁。ISBN 978-4591137758。